# Kabinett Obuchi
Das Kabinett Obuchi (jap. 小渕内閣 Obuchi naikaku) regierte Japan unter Führung von Premierminister Keizō Obuchi vom 30. Juli 1998 bis zu einer Kabinettsumbildung am 14. Januar 1999.
Nach dem Rücktritt Ryūtarō Hashimotos als Vorsitzender der Liberaldemokratischen Partei (LDP) und Premierminister aufgrund des Mehrheitsverlusts der LDP bei der Sangiin-Wahl im Juli 1998 wurde Obuchi am 24. Juli 1998 zum Parteivorsitzenden gewählt und am 30. Juli vom Parlament zum Premierminister ernannt, nachdem die LDP mit ihrer Mehrheit im Shūgiin das Ergebnis des Sangiin, das den DPJ-Vorsitzenden Naoto Kan wählte, überstimmt hatte.

## Staatsminister
| Amt | Name                                   | Bild               | Partei | Faktion   |
| --- | -------------------------------------- | ------------------ | ------ | --------- |
| Premierminister | Keizō Obuchi                           | Keizō Obuchi       | LDP    | (Obuchi)  |
| Justizminister | Shōzaburō Nakamura                     | Shōzaburō Nakamura | LDP    | Mitsuzuka |
| Außenminister | Masahiko Kōmura                        | Masahiko Kōmura    | LDP    | Kōmoto    |
| Finanzminister | Miyazawa Kiichi                        | Miyazawa Kiichi    | LDP    | Miyazawa  |
| Bildungsminister | Akito Arima                            | Akito Arima        |        | —         |
| Gesundheits- und Sozialminister | Sōhei Miyashita                        | Sōhei Miyashita    | LDP    | Mitsuzuka |
| Minister für Landwirtschaft, Forsten und Fischerei | Shōichi Nakagawa                       | Shōichi Nakagawa   | LDP    | Mitsuzuka |
| Minister für Internationalen Handel und Industrie | Kaoru Yosano                           | Kaoru Yosano       | LDP    | Watanabe  |
| Verkehrsminister | Jirō Kawasaki                          | Jirō Kawasaki      | LDP    | Miyazawa  |
| Postministerin | Seiko Noda                             | Seiko Noda         | LDP    | Kōmoto    |
| Arbeitsminister | Akira Amari                            | Akira Amari        | LDP    | Watanabe  |
| Bauminister | Katsutsugu Sekiya                      | Katsutsugu Sekiya  | LDP    | Watanabe  |
| Innenminister Vorsitzender der Nationalen Kommission für Öffentliche Sicherheit                                                                                      | Mamoru Nishida                         | Mamoru Nishida     | LDP    | Obuchi    |
| Chefkabinettssekretär | Hiromu Nonaka                          | Hiromu Nonaka      | LDP    | Obuchi    |
| Leiter der Behörde für Management und Koordination | Seiichi Ōta                            | Seiichi Ōta        | LDP    | Miyazawa  |
| Leiter der Verteidigungsbehörde | Fukushirō Nukaga bis 20. November 1998 | Fukushirō Nukaga   | LDP    | Obuchi    |
| Leiter der Verteidigungsbehörde | Hōsei Norota ab 20. November 1998      | Hōsei Norota       | LDP    | Obuchi    |
| Leiter des Wirtschaftsplanungsamts | Taichi Sakaiya                         | Taichi Sakaiya     | —      | —         |
| Leiter der Behörde für Wissenschaft und Technologie | Yutaka Takeyama                        | Yutaka Takeyama    | LDP    | Obuchi    |
| Leiter der Umweltbehörde | Kenji Manabe                           | Kenji Manabe       | LDP    | Miyazawa  |
| Leiter der Behörde für Staatsland | Hakuo Yanagisawa bis 23. Oktober 1998  | Hakuo Yanagisawa   | LDP    | Miyazawa  |
| Leiter der Behörde für Staatsland | Kichio Inoue ab 23. Oktober 1998       | Kichio Inoue       | LDP    | Obuchi    |
| Leiter der Behörde für die Entwicklung Hokkaidōs Leiter der Behörde für die Entwicklung Okinawas                                                                     | Kichio Inoue                           | Kichio Inoue       | LDP    | Obuchi    |
| Staatsminister für die Reform des Finanzwesens 23. Oktober 1998 – 15. Dezember 1998 Vorsitzender der Kommission für die Reform des Finanzwesens ab 15. Dezember 1998 | Hakuo Yanagisawa                       | Hakuo Yanagisawa   | LDP    | Miyazawa  |

Anmerkung: Der Premierminister und Parteivorsitzende gehört während seiner Amtszeit offiziell keiner Faktion an.

## Rücktritt
- Der Leiter der Verteidigungsbehörde, Fukushirō Nukaga, trat am 20. November 1998 nach einem erfolgreichen Misstrauensantrag gegen ihn im Sangiin zurück.